# Unione Sportiva Battipagliese 1998-1999
Questa voce raccoglie le informazioni riguardanti la Unione Sportiva Battipagliese nelle competizioni ufficiali della stagione 1998-1999.

## Stagione
A fine stagione, la Battipagliese si colloca al 16º posto in Serie C1 ed è costretta a disputare i play-out per salvarsi, ma la sconfitta contro il Marsala, la condanna alla retrocessione in Serie C2.
In Coppa Italia Serie C si colloca al 4º posto del Girone O, non riuscendosi a qualificare alla fase successiva.

## Divise e sponsor
| Casa | Trasferta | Terza Divisa |

## Organigramma societario
- Presidente:  Bruno Pastena[1]
- Allenatore:  Ernesto Apuzzo[1]

## Rosa
Fonte: Calciatori.com
| N. |                   | Ruolo | Calciatore           |
| -- | ----------------- | ----- | -------------------- |
|    | Italia (bandiera) | D     | Andrea Borsa         |
|    | Italia (bandiera) | D     | Fabrizio Bucciarelli |
|    | Italia (bandiera) | D     | Alessandro Caponi    |
|    | Italia (bandiera) | C     | Alessandro Colasante |
|    | Italia (bandiera) | A     | Vincenzo Cosa        |
|    | Italia (bandiera) | A     | Andrea Deflorio      |
|    | Italia (bandiera) | D     | Filippo Di Martino   |
|    | Italia (bandiera) | C     | Francesco Fonte      |
|    | Italia (bandiera) | C     | Marco Gori           |
|    | Italia (bandiera) | D     | Martino Imparato     |
|    | Italia (bandiera) | D     | Giovanni Langella    |
|    | Italia (bandiera) | D     | Simone Loria         |

| N. |                   | Ruolo | Calciatore          |
| -- | ----------------- | ----- | ------------------- |
|    | Italia (bandiera) | A     | Francesco Madonna   |
|    | Italia (bandiera) | A     | Giuseppe Mascara    |
|    | Italia (bandiera) | P     | Rocco Mattia        |
|    | Italia (bandiera) | A     | Antonio Morello     |
|    | Italia (bandiera) | C     | Giorgio Olivari     |
|    | Italia (bandiera) | C     | Gianluca Pietrucci  |
|    | Italia (bandiera) | D     | Gianni Polvani      |
|    | Italia (bandiera) | C     | Gerardo Ronca       |
|    | Italia (bandiera) | C     | Paolo Saccher       |
|    | Italia (bandiera) | P     | Giovanni Schettino  |
|    | Italia (bandiera) | A     | Romano Tozzi Borsoi |

## Risultati

### Serie C1

#### Girone di andata
| 6 settembre 1998 1ª giornata | Acireale | 1 – 1 | Battipagliese |  |

| 13 settembre 1998 2ª giornata | Battipagliese | 1 – 0 | Ascoli |  |

| 20 settembre 1998 3ª giornata | Gualdo | 2 – 1 | Battipagliese |  |

| 27 settembre 1998 4ª giornata | Battipagliese | 0 – 0 | Ancona |  |

| 4 ottobre 1998 5ª giornata | Foggia | 0 – 1 | Battipagliese |  |

| 11 ottobre 1998 6ª giornata | Battipagliese | 0 – 3 | Palermo |  |

| 18 ottobre 1998 7ª giornata | Battipagliese | 0 – 1 | Atletico Catania |  |

| 25 ottobre 1998 8ª giornata | Savoia | 2 – 1 | Battipagliese |  |

| 8 novembre 1998 9ª giornata | Battipagliese | 0 – 0 | Avellino |  |

| 15 novembre 1998 10ª giornata | Lodigiani | 1 – 1 | Battipagliese |  |

| 22 novembre 1998 11ª giornata | Castel di Sangro | 3 – 0 | Battipagliese |  |

| 29 novembre 1998 12ª giornata | Battipagliese | 0 – 2 | Crotone |  |

| 6 dicembre 1998 13ª giornata | Marsala | 1 – 1 | Battipagliese |  |

| 13 dicembre 1998 14ª giornata | Battipagliese | 2 – 1 | Giulianova |  |

| 20 dicembre 1998 15ª giornata | Nocerina | 3 – 0 | Battipagliese |  |

| 23 dicembre 1998 16ª giornata | Battipagliese | 0 – 0 | Juve Stabia |  |

| 6 gennaio 1999 17ª giornata | Fermana | 2 – 0 | Battipagliese |  |

#### Girone di ritorno
| 10 gennaio 1999 18ª giornata | Battipagliese | 1 – 0 | Acireale |  |

| 17 gennaio 1999 19ª giornata | Ascoli | 2 – 0 | Battipagliese |  |

| 24 gennaio 1999 20ª giornata | Battipagliese | 1 – 0 | Gualdo |  |

| 31 gennaio 1999 21ª giornata | Ancona | 1 – 1 | Battipagliese |  |

| 14 febbraio 1999 22ª giornata | Battipagliese | 3 – 1 | Foggia |  |

| 21 febbraio 1999 23ª giornata | Palermo | 0 – 1 | Battipagliese |  |

| 28 febbraio 1999 24ª giornata | Atletico Catania | 3 – 0 | Battipagliese |  |

| 7 marzo 1999 25ª giornata | Battipagliese | 0 – 1 | Savoia |  |

| 21 marzo 1999 26ª giornata | Avellino | 2 – 0 | Battipagliese |  |

| 28 marzo 1999 27ª giornata | Battipagliese | 0 – 2 | Lodigiani |  |

| 3 aprile 1999 28ª giornata | Battipagliese | 1 – 0 | Castel di Sangro |  |

| 11 aprile 1999 29ª giornata | Crotone | 2 – 1 | Battipagliese |  |

| 18 aprile 1999 30ª giornata | Battipagliese | 2 – 0 | Marsala |  |

| 25 aprile 1999 31ª giornata | Giulianova | 1 – 0 | Battipagliese |  |

| 2 maggio 1999 32ª giornata | Battipagliese | 1 – 0 | Nocerina |  |

| 9 maggio 1999 33ª giornata | Juve Stabia | 1 – 0 | Battipagliese |  |

| 16 maggio 1999 34ª giornata | Battipagliese | 1 – 2 | Fermana |  |

#### Play-out
| Battipaglia 30 maggio 1999 Play-out - Andata | Battipagliese | 0 – 1 | Marsala |  |

| Marsala 6 giugno 1999 Play-out - Ritorno | Marsala | 1 – 1 | Battipagliese |  |

### Coppa Italia Serie C
| 23 agosto 1998 1ª giornata | Battipagliese | 1 – 2 | Cavese |  |

| 30 agosto 1998 2ª giornata | Juve Stabia | 2 – 1 | Battipagliese |  |

| 9 settembre 1998 3ª giornata | Battipagliese | 2 – 0 | Sporting Benevento |  |

| 23 settembre 1998 4ª giornata | Savoia | 3 – 1 | Battipagliese |  |